# Vicente Gonzaga Doria
Vicente Gonzaga Doria (em italiano:  Vincenzo Gonzaga Doria, em castelhano:  Vincente Gonzaga y Doria; Guastalla, 1602 – Salamanca, 23 de outubro de 1694), também conhecido por Vicente de Guastalla foi um nobre italiano, que seguiu uma carreira militar ao serviço de Espanha.

## Biografia
Vicente era o oitavo filho de Ferrante II Gonzaga, duque de Guastalla, e de Vitória Doria. A mãe, Donna Vitória, era filha do primeiro casamento de Don Giovanni Andrea Doria (1540-1606), 3º Príncipe de Melfi e Almirante de Espanha.
Vicente pertencia à linha dos Gonzaga-Guastalla, um ramo cadete da Casa de Gonzaga. Ao serviço do rei de Espanha ocupou vários cargos, tendo sido comendador de Villafranca na Ordem de Calatrava, gentil-homem da Câmara do rei Carlos II de Espanha, capitão-geral (governandor) da Galiza, sendo depois nomeado vice-rei de Valência (não tendo assumido o cargo), Vice-Rei da Catalunha, Vice-Rei da Sicília. Foi por fim nomeado governador do Conselho das Índias, na ausência do Duque de Medinaceli.
O seu bisavô, Ferrante I Gonzaga, 1º Conde de Guastalla, também tinha sido Vice-rei da Sicília nos tempos do imperador Carlos V.
Vicente vem a falecer em Salamanca, a 23 de outubro de 1694, sem aliança e sem descendência.